# Sjarhej Nowikau (Radsportler)
Sjarhej Nowikau (belarussisch Сяргей Новікаў; * 7. November 1989) ist ein ehemaliger belarussischer Radrennfahrer.
Sjarhej Nowikau wurde in der Saison 2009 Etappendritter bei dem ersten Teilstück des Memorial Igor Karpenko, und bei der belarussischen Meisterschaft belegte er den dritten Platz im Einzelzeitfahren der Eliteklasse hinter Branislau Samojlau und Andrei Krasilnikau. Kurz darauf startete er bei der U23-Europameisterschaft in Belgien im Zeitfahren, wo er 45. wurde. Außerdem gewann Nowikau 2009 bei der Dookoła Mazowsza die erste Etappe in Warschau.
2011 wurde Nowikau nationaler U23-Meister im Straßenrennen und errang bei den Straßen-Europameisterschaften derselben Altersklasse die Silbermedaille im Straßenrennen. In der Gesamtwertung des Giro Ciclistico d’Italia belegte er Rang acht. Im Jahr darauf beendete er seine Radsportlaufbahn.

## Erfolge
2009
- eine Etappe Dookoła Mazowsza

2011
- Belarussischer Meister – Straßenrennen (U23)
- Europameisterschaft – Straßenrennen (U23)